# Караходжа
Караходжа́ (около 1380—1406) — великий эмир, один из приближенных эмиров Тохтамыша. Сын бия и советника ханов Барака и Абулхайра — Акжол-бия.

## Биография
Караходжа родился в семье знаменитого бия Акжола, также являлся внуком не менее знаменитого Кодана тайши. Как известно из шежире и из других источников, его дед Кодан-тайши был ближайшим советником Урус-хана, а его отец Акжол бий был советником хана Барака, внука Урус-хана. Караходжа же стал самостоятельной фигурой на политической арене достаточно рано, и, в отличие от своих предков, он принял сторону Тохтамыш хана (соперника Урус-хана), и в молодом возрасте получил титул эмира. Караходжа является прямым предком для большинства казахских аргынов. Он не является прямым предком только для токал аргынов (младших аргынов) и для таракты. Токал аргыны — являются потомками его брата Сомдыка, а таракты являются потомками сестры или тети Караходжи.

## Семья
Несмотря на то, что Караходжа погиб в молодом возрасте, он успел создать семью. По данным шежире, у него было 2 жены:
1) Ергуль
2) Момын
Количество детей Караходжи достоверно неизвестно, но по шежире можно подтвердить его четырёх сыновей. От Ергуль у Караходжи был его старший сын Мейрамсопы. От Момын у Караходжи было три сына: Аксопы, Карасопы и Сарысопы. Корень «сопы» в их именах означает принадлежность к суфийскому ордену (скорее всего к суфийскому братству Ишкийа, центром которого являлся город Касан (Фергана), к которому принадлежал и сам Караходжа). Мейрамсопы, по некоторым данным являлся одним из первых распространителей суфизма на территории современного Казахстана.

## Караходжа в Маджму ат Таварих
В Маджму ат Таварих Караходжа показан близким соратником и сподвижником хана Тохтамыша. Также там показана дружба Караходжи и киргизского национального героя Манаса. Его отец Даирходжа там выступает также в качестве соратника Тохтамыша. В Маджму ат Таварих указывается, что Тохтамыш хан за особые заслуги пожаловал Манасу местность под названием «Манасия», а также указывается, что Караходжа определенное время правил там в качестве наместника. Однако до сих пор неизвестно, где находится эта местность. В этом источнике Караходжа показан в качестве очень преданного союзника хана Тохтамыша, который даже после смерти хана воевал на стороне его потомков против Пулад-хана и беклярибека Едиге.
```
Однако, в финальной битве против Пулад хана, показанной в Маджму ат Таварих, в которой его отец убивает хана Пулада, Караходжа не упоминается, так как битва происходила примерно в 1408 или 1410 году, а к тому времен,и согласно ряду источников, Караходжа погиб.
```

## Караходжа в эпосе Едиге батыр
В эпосе Едиге батыр есть некоторые упоминания про Караходжу. Например, слова Тохтамыш хана, обращенные к Кара Ходже Аргыну:
«…Избранный среди людей,
Аргамак среди лошадей,
Беркут среди дальнозорких птиц,
Охранитель наших границ,
Мечом исфаганским украшен ты,
Врагам многочисленным страшен ты.
Ты против них, как буря, стоял,
Как туман, ты, брови нахмуря, стоял!
Мой батыр Кара Куджа,
Войди в мой дом, стихи скажи!»

## Смерть Караходжи
Караходжа — по данным Шариф-ад-Дина Йезди, «один из старинных нукеров» Токтамыша. В период с 3 января по 1 февраля 1405 года прибыл как посол ко двору Тимура (Тамерлана). Содержанием послания Токтамыша было: «Возмездие и воздаяния за неблагодарность за благодеяния и милости я видел и испытал. Если царская милость проведет черту прощения по списку прегрешений и проступков этого несчастного, то он после этого не вытащит голову из узды покорности и не сдвинет ногу с пути повиновения». Караходжа был отпущен ко двору Токтамыша с подарками. Тимур (Тамерлан) намеревался совершить поход в степь, однако скончался 18 февраля 1405 года. По поводу смерти Караходжи есть ряд версий, но по мнению большинства учёных, и в том числе Кадыргали Жалаири, он погиб зимой в 1406 году вместе с Тохтамыш-ханом в молодом возрасте.